# Шорце
Шорце (пол. Szorce) — село в Польщі, у гміні Тшцянне Монецького повіту Підляського воєводства.
Населення — 420 осіб (2011).
У 1975-1998 роках село належало до Ломжинського воєводства.

## Демографія
Демографічна структура станом на 31 березня 2011 року:
|          | Загалом | Допрацездатний вік | Працездатний вік | Постпрацездатний вік |
| -------- | ------- | ------------------ | ---------------- | -------------------- |
| Чоловіки | 213     | 51                 | 132              | 30                   |
| Жінки    | 207     | 47                 | 106              | 54                   |
| Разом    | 420     | 98                 | 238              | 84                   |